# Aiways
Aiways es una startup fundada en 2017 por los emprendedores Samuel Fu y Gary Gu, con la misión de resolver los problemas de movilidad del futuro e impulsar el avance de la industria automovilística. El desarrollo del U5 comenzó desde una hoja en blanco con un claro objetivo: hacer que la conducción eléctrica fuera divertida, emocionante y asequible. 
Pocos años después, la red mundial de Aiways cuenta con una innovadora planta digitalizada en Shangrao (China) con una capacidad anual de 300.000 vehículos, un centro de I+D y otro de diseño en Shanghái, una fábrica de baterías en Changshu y la central europea en Múnich.
En España estamos trabajando intensamente en el desarrollo de una red de Centros Aiways en las principales ciudades. Localiza tu centro más cercano en el buscador.
´

## Historia
Aiways fue fundada por Fu Qiang (Samuel), exjefe de ventas de Volvo Cars en China, y Gary Gu en Shanghai en 2017.
En agosto de 2019, Aiways adquirió una participación del 50 por ciento en el fabricante de automóviles nacional chino Jiangling Holdings. Jiangling se relanzó como una asociación tripartita 50-25-25 con Aiways, Jiangling Motors Corporation Group y Changan Automobile. Aiways pagó 1.750 millones de yuanes (248 millones de dólares) para adquirir la participación, según información divulgada por Changan Automobiles. El acuerdo permite a Aiways obtener una licencia para producir vehículos eléctricos de los reguladores chinos y utilizar la planta de producción de automóviles de Jiangling para aumentar la producción. En junio de 2021, Aiways vendió su participación en JMH a Jiangxi Guokong Automotive Investment Corporation, una empresa controlada por el municipio de Nanchang, manteniendo los permisos de producción.
Uno de los primeros modelos de la compañía, el Aiways U5, se lanzó en noviembre de 2018 y fue aprobado para el mercado de la UE.
En enero de 2021, la empresa buscaba recaudar fondos a un precio que la valoraría en más de 2.000 millones de dólares. Aiways también se unió al CO2-pool de Volkswagen Group.
En noviembre de 2022, Aiways y Phoenix EV firman un acuerdo de gran alcance en el sudeste asiático.

## Modelos de coches

### Producido actualmente
- U5
- U6

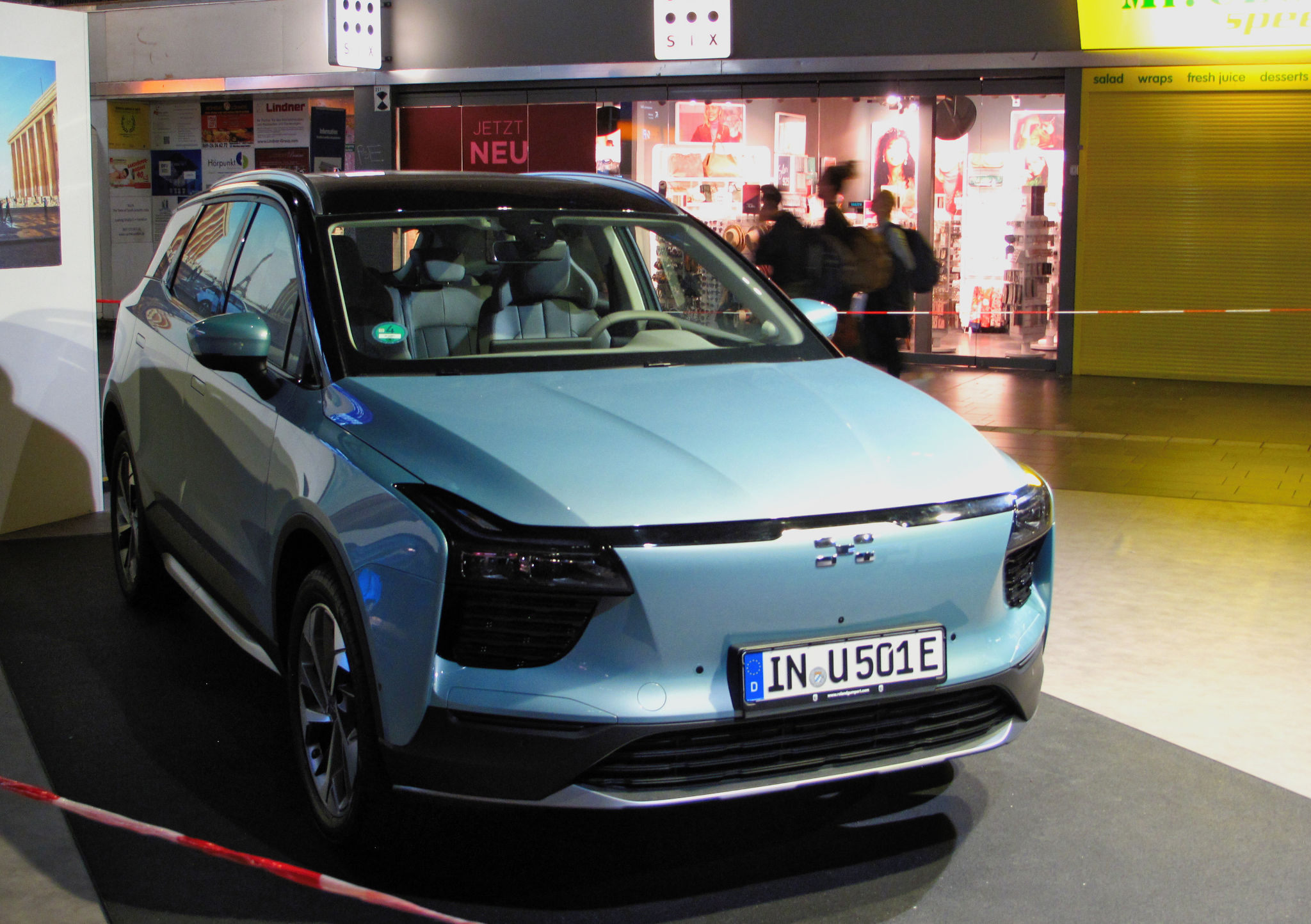
Aiways U5
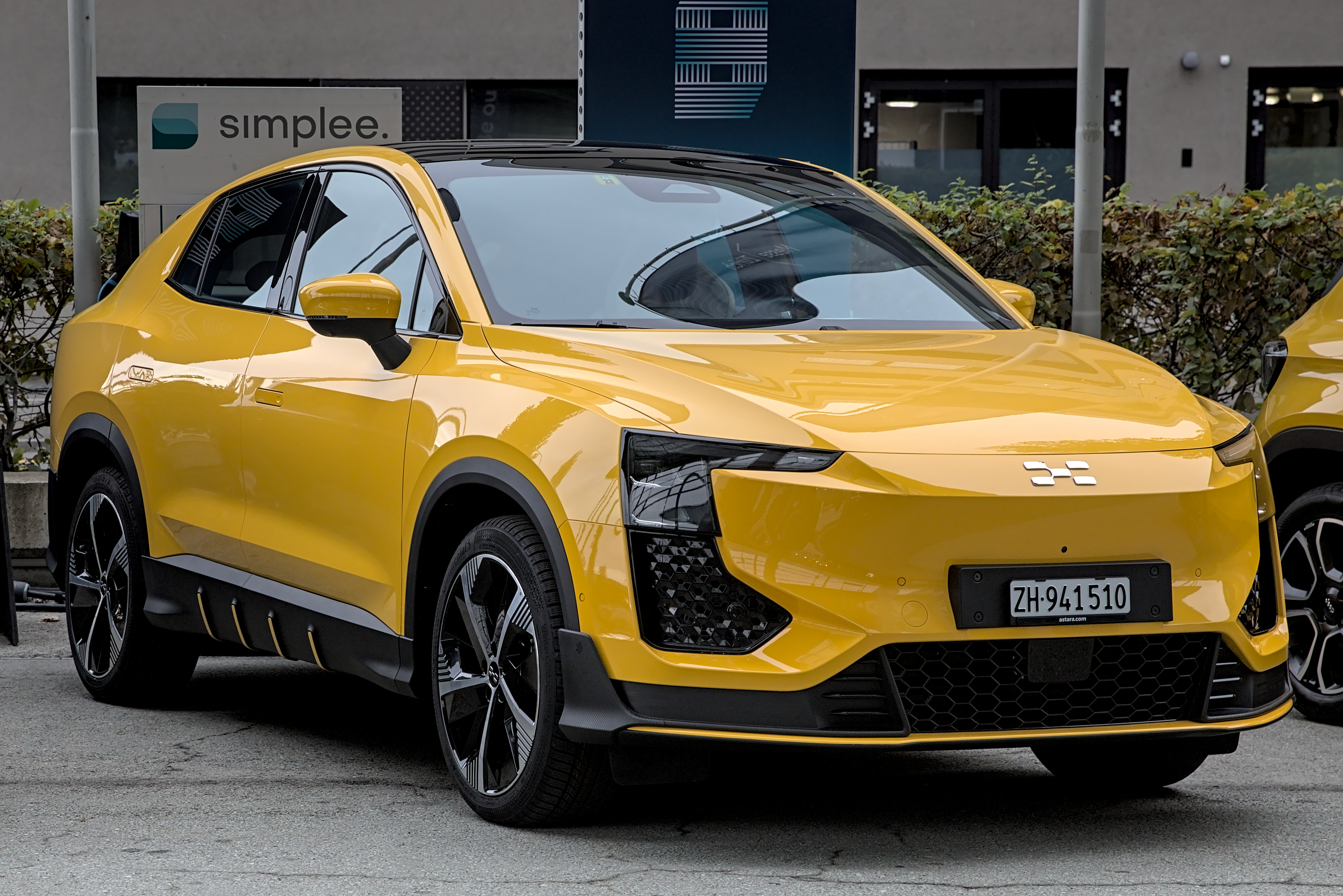
Aiways U6

### Prototipos

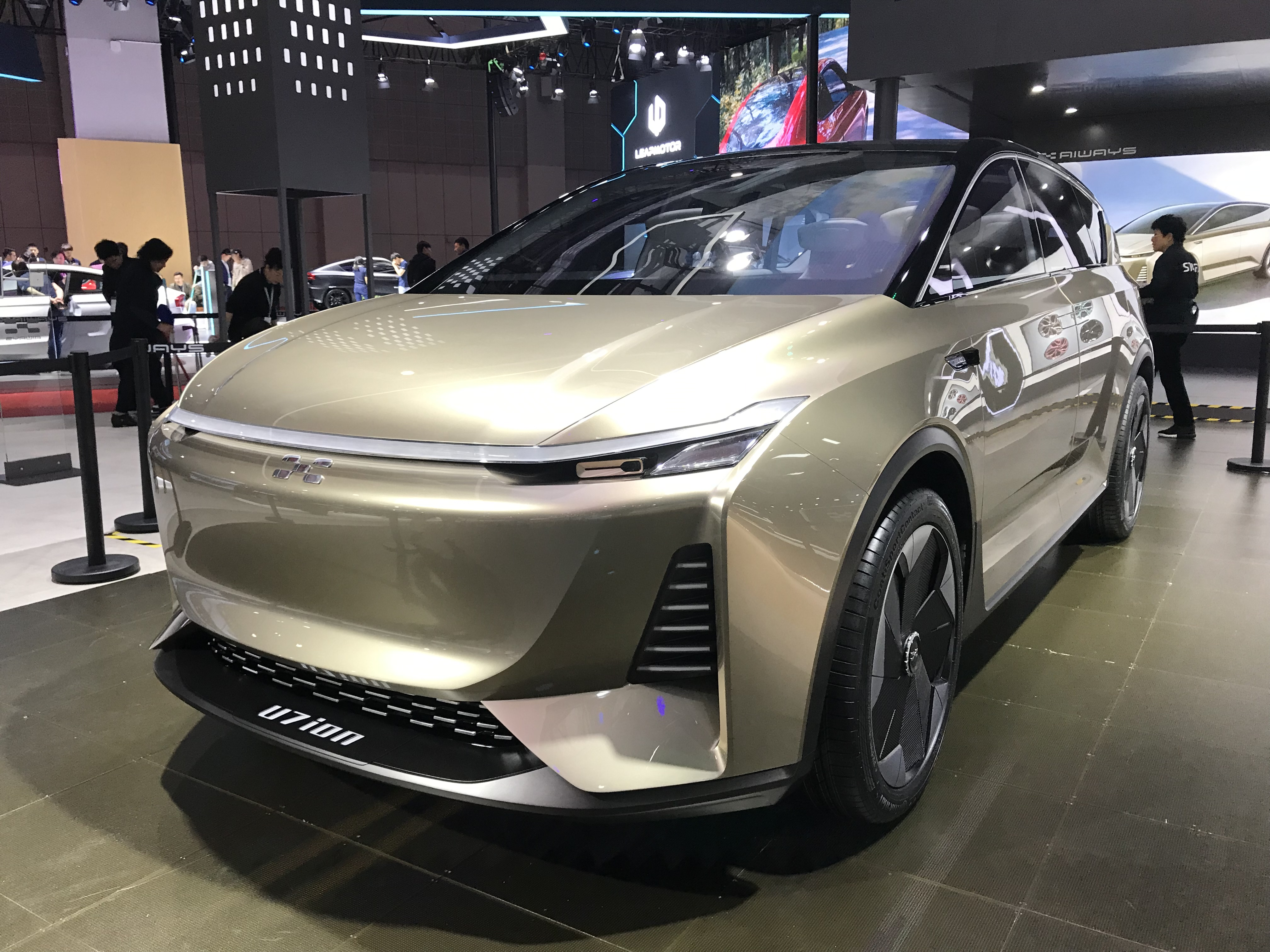
Aiways U5 Ion Concept (2019)
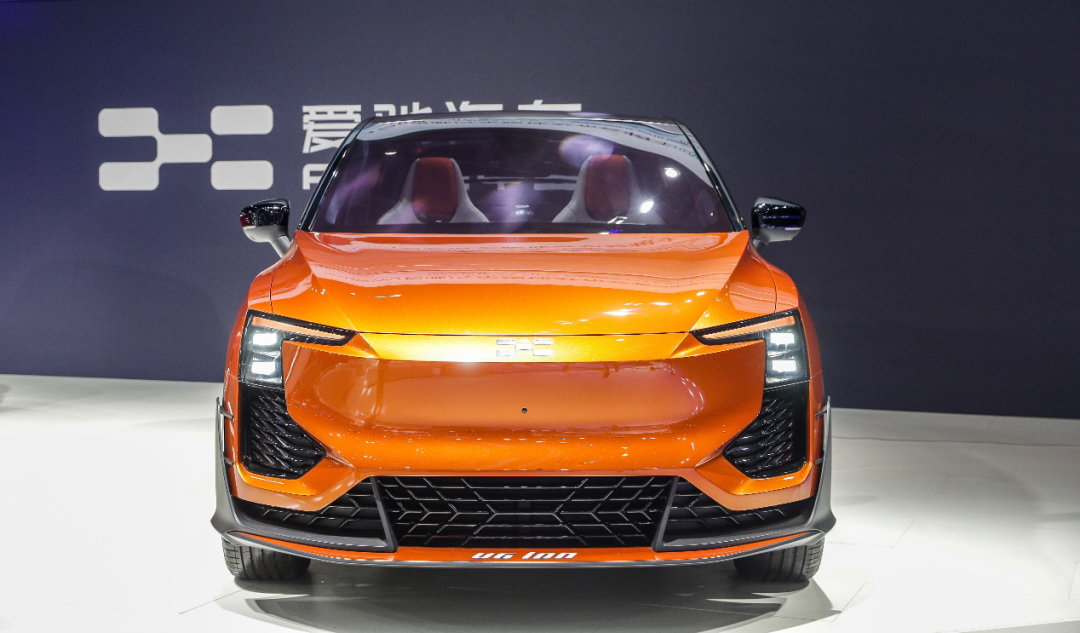
Aiways U7 Ion Concept (2019)
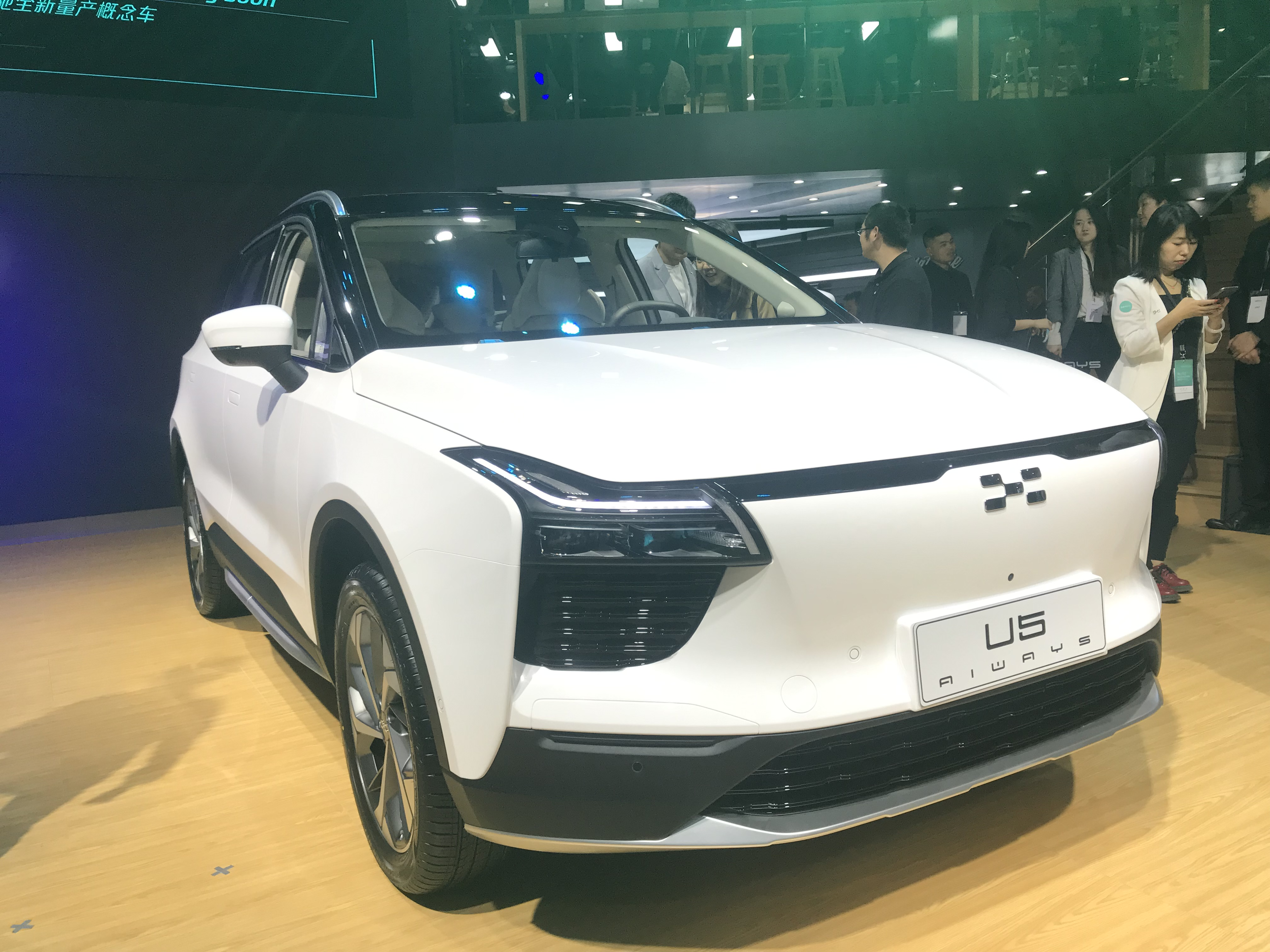
Aiways U6 Ion Concept (2020)   - Aiways U7 ion
  - Aiways U6 ion
  - Aiways U5 ion

## Estrategia de ventas
Las ventas de los vehículos producidos en Shangrao comenzaron en diciembre de 2019 en China. En Europa, los primeros modelos llegarán a las tiendas a mediados de 2020. En lugar de transportarse por barco, los vehículos se transportarán por tren, lo que debería reducir el tiempo de transporte de seis semanas a 16 días. Los vehículos se venderán en Alemania a través de Euronics Deutschland, una cadena cooperativa de minoristas independientes de electrónica de consumo y electrodomésticos. El mantenimiento y la logística de repuestos corren a cargo del socio colaborador A.T.U.

## Instalaciones
La empresa tiene una sede mundial en Shanghai, China, además de una sede europea y un centro de I+D en Munich, Alemania.

### Base de producción de Shangrao
Aiways invirtió 13,3 mil millones de yenes en la construcción de una fábrica en Shangrao. La fábrica está diseñada según los estándares de Industria 4.0 y utiliza un sistema de monitoreo basado en la nube desarrollado por Siemens. La planta funciona utilizando productos del proveedor de robótica suizo-sueco, ABB, que ofrecen un 90 % de automatización en toda la planta. En el taller de carrocería, robots suministrados por la empresa alemana Kuka unen los componentes del chasis y los paneles de la carrocería.
El taller de pintura fue construido por el fabricante de plantas alemán Eisenmann y el taller de montaje fue construido por los especialistas de fabricación alemanes Durr.
La fábrica produce actualmente el Aiways U5 y podrá producir 300.000 vehículos al año cuando funcione a plena capacidad.

### Fábrica de producción de baterías
En 2018, Aiways comenzó a producir paquetes de baterías en su planta de Changshu, Jiangsu, China. La fábrica produce el paquete de baterías con estructura "sándwich" patentado por Aiways que se utiliza en los modelos Aiways U5 y U6.

## Tecnología
- Paquete de baterías con estructura tipo sándwich: el paquete está compuesto por 24 módulos de alta densidad de energía[14] suministrado por CATL.[15] La batería y la electrónica se diseñaron internamente en Aiways. La estructura de la batería tipo sándwich recibe su nombre de la protección multicapa que separa las áreas secas y húmedas dentro de la celda.
- Plataforma de estructura más adaptable (MAS): U5 y U6 están construidos sobre una plataforma de vehículo modular y escalable que permite la instalación de diferentes sistemas de propulsión.

## Características de seguridad notables
Los vehículos Aiways vienen con varios Sistemas avanzados de asistencia al conductor (ADAS) de serie, que incluyen:
- Asistencia de frenado de emergencia (EBA) aplica automáticamente los frenos del automóvil cuando un peatón, un ciclista o un vehículo pasa por delante del automóvil.
- Asistente para mantenerse en el carril (LKA) - Entre 60 km/h y 120 km/h, el sistema advierte al conductor si está a punto de desviarse de su carril y realiza los ajustes necesarios en la dirección si el conductor no lo hace. También emite un aviso sonoro si las manos del conductor están fuera del volante durante más de ocho segundos.
- Detección de punto ciego – alerta al conductor con un sonido y una luz si un vehículo o un ciclista pasa por el punto ciego del vehículo.
- Advertencia de colisión frontal: detecta vehículos y peatones delante del automóvil y hace sonar una alarma si se acerca a más de 10 km/h.
- Alerta de tráfico cruzado trasero: advierte al conductor cuando un vehículo está a punto de pasar detrás del automóvil.

## Gumpert Aiways Automobile

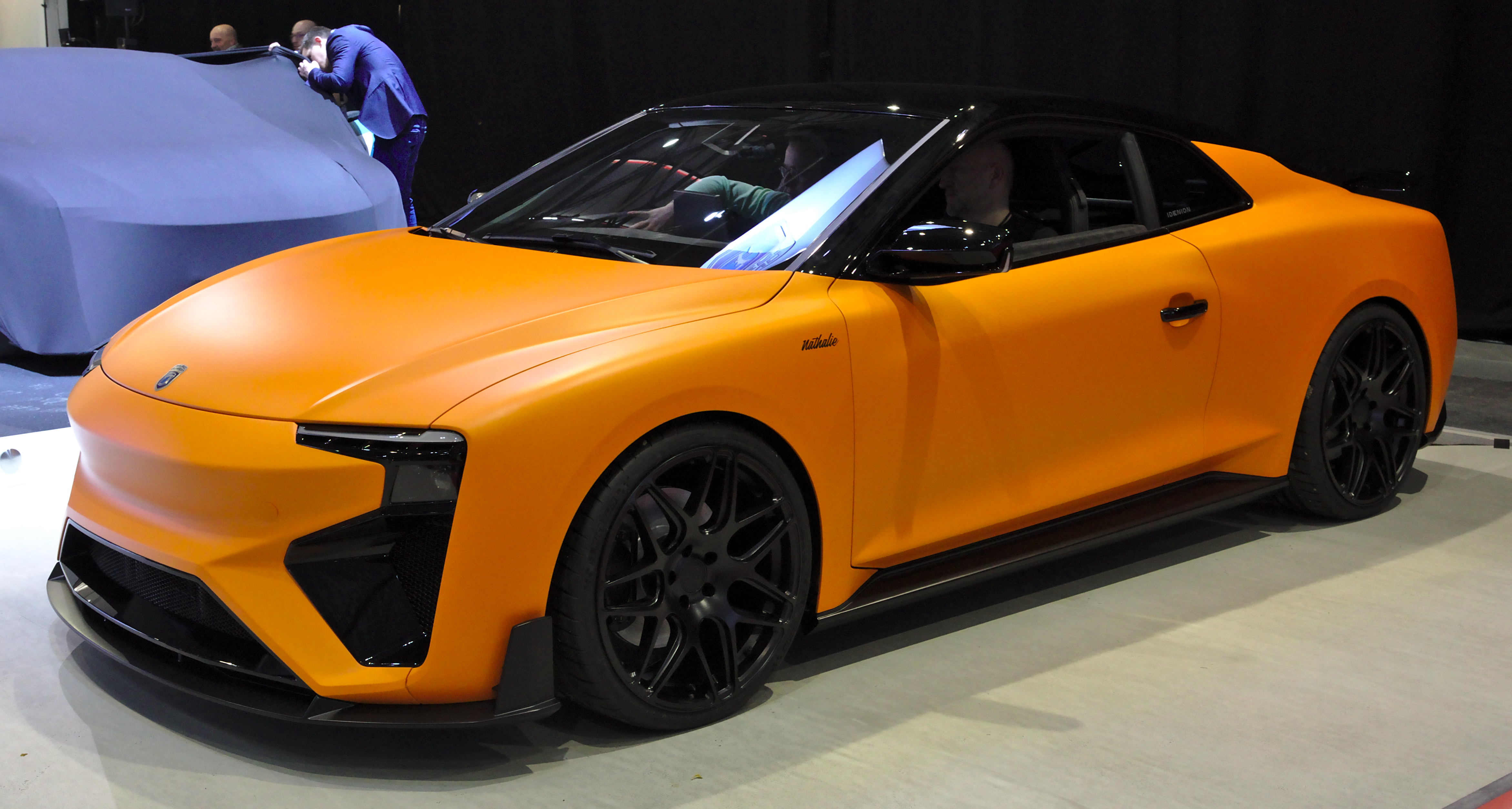
Gumpert Nathalie

Gumpert Aiways Automobile era una filial con sede en Ingolstadt, Alemania, gestionada por Roland Gumpert. El vehículo metanol Gumpert Nathalie fue el primer modelo de esta empresa.